# دوربین مدت پرواز
دوربین مدت پرواز (به انگلیسی: Time-of-flight camera)، نوعی دوربین است که فاصله موضوع را بر پایه سرعت مشخص نور برای هر نقطه از تصویر مشخص می‌نماید. فاصله هر نقطه از تصویر در این دروبین توسط یک لیزر یا پالس نوری محاسبه می‌شود. دوربین‌های مدت پرواز برای ابزار عمرانی در حدود سال ۲۰۰۰ میلادی پدیدار شدند، زمانی که دستگاه‌های نیمه‌هادی به اندازه کافی برای این دستگاه‌ها سریع شدند. این سیستم محدوده چند سانتی‌متری تا حدود ۶۰ متری را پوشش می‌دهد. دقت فاصله در حدود ۱ سانتی‌متر است. تفکیک‌پذیری جانبی این دوربین در مقایسه با تصویربردارهای ۲ بعدی پایین‌تر است. برای بسیاری دستگاه‌های تجاری در سال ۲۰۱۱ حدود ۳۲۰x۲۴۰ پیکسل یا کمتر بود. در مقایس با روش‌های تصویر برداری ۳ بعدی لیزری، این روش سرعت بسیار بالاتری دارد. سرعت ۱۶۰ فریم در ثانیه را ارائه می‌نماید. از این روش در کینکت۲ نیز استفاده می‌شود.

## اجزا
یک دوربین مدت پرواز از بخش‌های زیر تشکیل شده‌است:
- واحد روشن کننده: این واحد صحنه را روشن می‌نماید. از آن جایی که نور باید تا فرکانس ۱۰۰Mhz مدوله شود، تنها LED یا دیودهای لیزری برای این کار استفاده می‌شوند. روشن نمودن معمولاً توسط نور فروسرخ صورت می‌گیرد.
- اوپتیک: یک عدسی برای جمع کردن نور بر روی سنسور تصویر به کار می‌رود. یک فیلتر میان‌گذر نیز برای عبور تنها محدوده نور منتشر شده به کار می‌رود. این کار به حذف نور پس‌زمینه کمک می‌کند.
- حسگر تصویر: این قلب دوربین است. هر پیکسل مدت زمان پرواز نور به‌سمت موضوع و بازگشت آن را اندازه می‌گیرد. روش‌های بسیار متنوعی برای زمان‌بندی مورد استفاده قرار می‌گیرد.
- درایور الکترونیکی: چه واحد روشن‌کننده و حسگر تصویر می‌بایست توسط سیگنال‌های سریعی کنترل شوند. این سیگنال‌ها باید آن‌قدر دقیق باشند تا به تفکیک‌پذیری بالا برسیم. برای نمونه اگر سیگنال بین روشن‌کننده و حسگر تصویر ۱۰ پیکوثانیه جابجا شود، فاصله ۱٬۵ میلی‌متر تغییر می‌کند. برای مقایسه پردازنده‌های کنونی به فرکانس ۳GHz رسیده‌اند که سیگنالی با دوره ۳۰۰ پیکوثانیه تولید می‌کنند؛ که تنها تفکیک‌پذیری ۴۵ میلی‌متری را فراهم می‌آورند.
- محاسبه/رابط: فاصله در درون دوربین محاسبه می‌شود. برای محاسبه دقیق، تعدادی داده کالیبراسیون نیز استفاده می‌شود. سپس دوربین تصویر فاصله را توسط USB یا Ethernet فراهم می‌نماید